# Queen Ifrica
Queen Ifrica (bürgerlich: Ventrice Morgan; * 28. März 1975 in Montego Bay) ist eine jamaikanische Reggae-Sängerin.

## Leben
Sie wuchs bei ihrer Mutter auf und wusste nicht, wer ihr leiblicher Vater ist. Im Alter von 20 Jahren erfuhr sie, dass es sich dabei um den Ska- und Rocksteady-Pionier Derrick Morgan handelt.

## Musik
Ihre Musik ist geprägt von Einflüssen aus dem Bereich des Dancehall und Roots-Reggae. Zumeist spricht sie in ihren Songs kritische Themen an.

## Diskographie (Auswahl)

### Alben
- Fyah Muma (2007)
- Montego Bay (2009, VP Records)

### Singles (Unvollständig)
- Fyah Muma
- Mr. Bojangles
- Beautiful Day
- Born Free
- Randy
- Back People
- Natty Fi Grow
- Genocide
- Lengthen My Days
- Breaking Up
- When I Love
- What Is Life
- Yesterday
- Zinc Fence
- Babylon Blunder
- Sensimina
- Boxers And Stockings
- Need You
- Goodbye Love
- Burn Some Herbs
- Below The Waist
- Montego Bay (2009)
- T.T.P.N.C
- Welcome To Montego Bay
- Coconut Shell
- Lioness On The Rise
- Yad To The East
- Far Away
- Don’t Sign
- Daddy
- Keep It To Yourself
- Calling Africa
- In My Dreams
- Streets Are Bloody
- Daddy (Spanish)
- Serve And Protect